# J-600T 을드름
J-600T 을드름(튀르키예어: J-600T Yıldırım)은 터키의 탄도 미사일이다.

## 역사
Yıldırım의 발음에 대해, 청와대 트위터는 일드름에서 을드름으로 바꾼다면서, 현지 발음이 그렇다고 해명했다. 비날리 을드름 총리, 이을드름 아크불루트 총리 등 을드름이란 이름을 자주 쓰며, 한국에서는 이을드름, 일드름 등으로도 번역했었다.
1970년대 후반부터 터키는 중국, 파키스탄과 탄도 미사일을 공동으로 개발했다.
1990년대 중반, 터키는 미국 M-270 MLRS를 라이센스 생산하려고 했지만, 실패했다. 터키는 유도탄의 독자개발을 위해 기술습득이 필요해서 라이센스 계약을 선호했다. 다른 계약자를 물색하다가 1997년 중국 WS-1A, WS-1B 다연장로켓의 라이센스 생산 계약을 체결했다.
1998년 중국 CPMIEC과 B-611 SRBM 라이센스 생산 계약을 체결했다. 미사일 200발에 3억 달러 규모였다.
J-600T 을드름 미사일은 중국 CASIC이 개발한 B-611 SRBM을 터키가 국산화 한 것이다.
- J-600T Yıldırım I SRBM (150 km)
- J-600T Yıldırım II SRBM (300 km)
- J-600T Yıldırım III SRBM (900 km)

## 핵무기
터키 남부 인시를릭 공군 기지는 모스크바와 2,100 km 떨어져 있다. 2019년 현재에도 미군의 핵무기가 배치되어 있다. 1962년 쿠바 미사일 위기 당시, 터키에 배치된 사거리 2,500 km PGM-19 주피터 MRBM 45발을 철수했다.